# Reka (reka)
Réka (tudi Velika voda ali Velka voda in Kraška reka) je reka na Krasu v jugozahodni Sloveniji, največja in najdaljša ponikalnica v Sloveniji. Izvira kot Vela voda v gozdnatem hribovju severno od vasi Klana na Hrvaškem in teče po ozki, gozdnati grapi proti severozahodu. Južno od Zabič se njena dolina razširi in reka teče mimo Ilirske Bistrice ves čas proti severozahodu. Pri Topolcu vstopi v ožjo dolino, po kateri teče po severnem robu Brkinov vse do Gornjih Vrem, kjer je v apnencih izoblikovala širšo slepo dolino. V zadnjem delu toka se je vrezala v ozek kanjon, na njegovem zahodnem koncu pa ponikne v Škocjanskih jamah. Del vode Reke pride ponovno na površje po 35 km podzemnega toka v izvirih reke Timave pri vasi Štivan med Devinom in Tržičem v Italiji in del v podmorskih izvirih (brojnicah) pri Nabrežini. 
Večji levi pritoki so Molja, Posrtev in Padež, večji desni pritoki so Pila, Bistrica, Podstenjšek in Sušica.

## Opis reke
Reka nastane iz več manjših izvirov v neprepustnih flišnih kamninah, nato teče po ozki, gozdnati grapi naprej proti severovzhodu, a se hitro obrne proti severozahodu in po treh kilometrih toka vstopi na ozemlje Slovenije. Dolina je sprva ozka in skoraj povsem neposeljena, šele malo pred Zabičami se dolinsko dno ob reki razširi v manjšo kotlinico (imenovana Podgora) ob vznožju strme Rebri, jugozahodnega roba Snežnika. Pri Trpčanah se dolina nekoliko zoži, nato pa teče Reka vse do Dolnjega Zemona tik po jugozahodnem robu ravnine, ki je večinoma obdelana, razen vzdolž reke, kjer prevladujejo travniki. Mimo Ilirske Bistrice teče po osrednjem dnu Bistriške kotlinice in tu prejme dva največja pritoka: z leve strani Moljo, ki priteka iz vzhodnega dela Brkinov, in kraški potok Bistrico, ki prihaja na dan v močnem kraškem izviru na koncu krajše zatrepne doline tik nad Ilirsko Bistrico.
Pri Topolcu se začne več kot 20 km dolga, razmeroma ozka dolina, ki se nekoliko razširi le tu in tam in jo je Reka globoko vrezala v flišne kamnine med hribovitimi Brkini na jugu in nizkim flišnim hribovjem severno od nje. Z obeh strani se iz kratkih in strmih grap stekajo v Reko številni majhni potoki, ki ji v poletnih in zimskih mesecih dovajajo zelo malo vode ali celo presahnejo. Večji pritoki v tem delu doline so deloma kraški pritok Podstenjšek z desne strani, po katerem doteka v Reko tudi del kraških voda iz okolice Knežaka, desni pritok Sušica, ki odmaka večji del Košanske doline, ter Posrtev in Padež z leve strani z razvejeno rečno mrežo, zajedeno globoko v osrčje Brkinov. Od Ilirske Bistrice do Ribnice vodi po dolini glavna cesta Postojna–Jelšane, od Ribnice dolvodno pa regionalna cesta Ribnica–Famlje–Divača. V celotni dolini je le nekaj manjših vasi in zaselkov, mdr. Gornja Bitnja, Dolnja Bitnja in Ribnica.
Ko Reka prestopi z neprepustnih flišnih kamnin na prepustne paleogenske apnence, se značaj doline spremeni: pri Gornjih Vremah vstopi Reka v širšo Vremsko dolino, ki je po nastanku največja slepa dolina v Sloveniji . Takoj ko Reka priteče na apnence, začenja izgubljati vodo, včasih pa se v njeni strugi odpre večji požiralnik, tako da reka presahne in je njena struga vse do Škocjanskih jam suha. To se je dogajalo tudi že v preteklosti in so morali mlinarji sproti mašiti takšne požiralnike (nekoč so jih imenovali kanduti), zelo odmevno pa je bilo izginotje Reke 11. ali 12. septembra 1982, ko je v celoti odtekala v več kot 20 m globoko brezno. Po močnem deževju 1. oktobra 1982 je narasla Reka s prodom zasula požiralnik in ponovno tekla površinsko do ponora v Škocjanskih jamah.
V Vremski dolini teče Reka danes 10–15 m niže od širše uravnave v dnu doline, na kateri so nameščene vremske vasi in njihova polja. Po mnenju D. Radinje je ta uravnava nekdanja rečna terasa, ki jo je izdelala Reka, po mnenju A. Mihevca pa naj bi nastala z robno korozijo in jo zato imenuje robni ravnik.
Pod Famljami prestopi Reka na kredne apnence in dolina se hitro zoži v 60–100 m globok kanjon, ki je najožji tik pod ostanki nekdanjega gradu Školj. Nekoliko prej se z leve strani v kanjon steka ozka dolina potoka Sušice, vendar v njej večino leta ni vode. Po dobrem kilometru toka priteče Reka do velikega ponora v Mahorčičevo jamo v nadmorski višini 317 m pod vasjo Škocjan, nad katerim se dviga skoraj 100 m visoka stena. Iz Mahorčičeve jame teče Reka naprej v Mariničevo jamo, nato pride ponovno na dan v dnu udornic Mala in Velika dolina, med katerima se je od nekdanjega jamskega stropa ohranil naravni most, nato pa v slednji dokončno izgine v Škocjanske jame v nadmorski višini 269 m.

## Podzemni tok Reke
Reka teče pod površjem najprej skozi 2,6 km dolg, od 10–60 m širok in do 146 m visok podzemni kanjon, imenovan tudi Šumeča jama; njen najožji del je Hankejev kanjon (Škocjanske jame), ki je zaradi izjemne velikosti in bučeče reke svetovna posebnost. Skozenj vodi današnja turistična pot iz Tihe jame prek Cerkvenikovega (Hankejevega) mostu do Schmidlove dvorane in izhoda v dnu Velike doline. Malo pred mostom se smer toka kolenasto obrne iz jugozahodne v severozahodno smer. Sprva teče voda po ozkem kanjonu, pred končnim sifonom pa se še enkrat razširi v Martelovo dvorano, ki je doslej največja znana podzemna votlina v Sloveniji in ena največjih na svetu s prostornino 2,2 milijona m3 (dolga 308 m, široka do 123 m in visoka do 146 m). Kakšnih 160 m naprej se vodni rov konča s sifonskim Mrtvim jezerom v nadmorski višini 214 m, od koder reka nadaljuje svoj podzemni tok proti izvirom Timave.
Okoli 3,2 km severozahodno od (Škocjanskih jam) je v precej veliki vrtači vhod v Kačno jamo, v kateri so logaški jamarji leta 1972 prvič prišli do spodnje etaže jame s podzemnim tokom Reke v nadmorski višini okoli 180 m (250 m pod površjem).
Divaški jamarji so ob raziskovanju Brezna treh generacij, ki se odpira med Škocjanskimi jamami in Kačno jamo, 6. aprila 2001 prav tako prišli do že poznanega dela Kačne jame in podzemne Reke v globini 230 m, kar dopušča nadaljnje možnosti iskanja podzemnega toka Reke med Škocjanskimi jamami in Kačno jamo.
Že v tem delu teče Reka verjetno po več podzemnih kanalih, naprej proti izvirom Timave pa se še bolj razveji, tako da so jamarji naleteli nanjo še na več mestih. Že pred prvo svetovno vojno so prišli do podzemnega toka Reke v jami Labodnica (it:Abisso di Trebiciano) tik onstran državne meje pri Trebčah, kjer teče reka v nadmorski višini 12 m (320 m pod površjem). Novembra 1999 so italijanski jamarji prišli do rokava podzemne reke v jami Lazar Jerko pri Repentaboru v globini 298 m, oziroma v nadmorski višini 4 m.
12. decembra 2003 je sežanskim jamarjem po dolgotrajnem kopanju uspelo priti do podzemne Reke v Jami 1 v Kanjaducah blizu Sežane. Pot v podzemlje jim je nakazal eden od številnih dihalnikov, iz katerih močno piha topel zrak, ko ob naraščanju pretoka Reke voda iztiska zrak iz podzemnih rovov. Nazadnje je isto uspelo sežanskim jamarjem še v breznu v Stršinkni dolini pri vasi Orlek, kjer so prišli 10. januarja 2004 do podzemnega toka Reke v globini 340 m. Jamarska raziskovanja se nadaljujejo in pričakovati je, da bo pihanje iz podzemlja razkrilo še nove poti do podzemne Reke.
S sledilnimi poskusi so že pred drugo svetovno vojno dokazali, da vode Reke pridejo ponovno na površje v izvirih Timave pri Štivanu, del vode pa dobivajo še iz krasa v neposrednem zaledju. Ostali del vode Reke zelo verjetno prihaja na dan v podmorskih izvirih (brojnicah) pri Nabrežini.

## Hidronim in etimologija
Da je občno ime postalo ime reke, sta razloga v tem, da je to edini večji vodotokov daleč naokoli in da je bil v preteklosti izjemno pomemben kot energijski vir za številne mline in žage ter tudi za oskrbo s pitno vodo v času poletnih in zimskih suš. V zgornjem toku, na hrvaškem ozemlju, se vodotok imenuje Vela voda (slovensko Velika voda) in tudi za slovenski del reke se je v preteklosti za zgornji in srednji tok pogosto uporabljalo ime Velika voda. Za spodnji tok se je v preteklosti večinoma uporabljalo ime Reka, v starejši literaturi se pojavljata tudi imeni Brkinska Reka in Kraška Reka, vendar se ne uporabljata več. Nekateri raziskovalci menijo, da bi morali celotni vodotok imenovati Velika voda.
Za potrebe lokalnega sporazumevanja ime Reka povsem zadošča, v širšem slovenskem prostoru pa imamo še številne podobne primere uporabe občnega imena za lastno ime, kar lahko privede do nejasnosti in nesporazumov. Predvsem zaradi tega se je začelo uporabljati ime Notranjska Reka, kar pa domačini zavračajo, ker naj bi imel pridevnik 'notranjski' pejorativni (slabšalni) pomen. Geograf Ivan Gams je v izogib nepotrebnim nesporazumom predlagal: »V geografiji ni bilo nikoli načelnega nasprotovanja domačemu imenu Reka, zlasti, ako je bila izključena možnost, da bi ostali v dvoumju, za katero od mnogih Rek na Slovenskem gre. Če je ime vpisano na zemljevidu ali če opisujemo le Brkine ali Reško dolino, je vsako nadaljnje določilo odveč. Drugače pa je, ako to ime zapišemo brez pojasnila, za katero Reko gre, v opisu širše regije ali celo Slovenije. V takih primerih pa ostaja nejasna tudi pogosto v časopisju uporabljena oznaka reka Reka, zakaj vodnih tokov s tem imenom je, kot smo videli, na Slovenskem še zdaj precej.« 
Na starejših avstrijskih topografskih kartah se ime reke pojavlja v oblikah Reka Bach, Recca Bach ali Reka (Velika voda) (za zgornji tok), na italijanskih topografskih kartah se imenuje Timavo superiore (Zgornja Timava) ali Recca (Reka).

## Hidrogeografija
Reka ima sredozemski dežni režim z izrazitim prvim viškom pozno jeseni (november–december) in neznatnim drugim viškom spomladi (aprila). Prvi višek nastopa zaradi obilnih jesenskih padavin in zmanjšane evapotranspiracije, skromnemu aprilskemu višku nekoliko prispeva tudi taljenje snega na Snežniku. Poletni nižek je zelo izrazit (julij–avgust) zaradi majhne količine padavin in višjih temperatur. Reka ima tudi nizek specifični odtok (17,3 l/s/km2) in nizek odtočni količnik (32,5 %), kar je splošna značilnost naših vodotokov v submediteranskem podnebju.
Reka dobiva vodo deloma iz hribovitega sveta v neprepustnih flišnih kamninah, ki zavzemajo okoli 54 % površine porečja (Brkini in hribovit svet vzdolž večjega dela doline), in deloma iz kraških območij (Snežnik, Slavenski ravnik, Vremščica), ki predstavljajo 41 % površine porečja (ostalo so rečne naplavine v dnu doline). Čeprav Reko napaja več kraških izvirov (največja sta izvira Bistrice in Podstenjška), so kraške poteze v njenih hidrogeografskih značilnostih razmeroma šibko opazne, še najbolj ob močnih padavinah, ko kraška retinenca nekoliko ublaži konico poplavnih voda.
Ker dobiva večino vode z neprepustnega flišnega sveta, je Reka kljub kraškim dotokom izrazit hudournik, ki se zelo hitro in silovito odziva na močne padavine. Takšnih padavinskih dogodkov je največ novembra in decembra, manjše poplave pa lahko povzročijo tudi poletna neurja. Takšne poplave se lahko pojavijo že v dnevu z več kot 50 mm dežja v 24 urah, zaradi hitrega odziva vodotokov na padavine se to zgodi takorekoč vedno istega dne kot padavine.
O hudourniškem značaju Reke pričajo tudi podatki o najmanjših in največjih pretokih. V obdobju 1981–2010 so na vodomerni postaji Cerkvenikov mlin zabeležili najmanjši pretok 0,23 m3/s (18.8.1988) in največjega 202 m3/s (22.10.1993); razlika med najmanjšim in največjim pretokom je bila v tem obdobju kar 878-kratna. Še izrazitejše ekstremne vrednosti so na isti vodomerni postaji izmerili v letih pred tem referenčnim obdobjem: najmanjši pretok je znašal 0,16 m3/s (7.9.1954), največji pa 280 m3/s (16.5.1972).
Območja pogostih poplav so ob Reki razmeroma ozka in tudi človeška bivališča so v precejšnji meri odmaknjena od reke, vendar večje poplave povzročajo precejšnjo škodo (npr. poplave 1965, 1968, 1975, 1984, 1987 ter decembra 1990 in 1992). Največje sklenjeno območje poplavnega sveta je v Bistriški kotlinici med Trpčanami in Topolcem, najširše pa je pri Ilirski Bistrici, kjer se Reki pridruži več potokov z desne strani izpod strmega roba Snežnika in tečejo po ravnini po izgonskih strugah ter poplavljajo bližnjo okolico. Ker je od Topolca navzdol dolina večinoma ozka, je v njenem dnu poplavnega sveta malo; nekoliko več ga je le pri Ribnici, Bujah in pod Vremskim Britofom.
Ko površinska Reka narašča, sifon v Škocjanskih jamah ne more prevajati vse vode in ta v jamah močno naraste. Tudi sicer se vodna gladina v jami spreminja, občasno pa lahko presežki vode zapolnijo velik del jam. Najvišja poznana vodostaja Reke v jamah sta bila zabeležena leta 1826, ko je gladina dosegla koto 343 m (173 m nad višino sifona), in 1965, ko je voda segala do kote 320 m oziroma 147 m nad višino sifona. Naraščanje vode v jamah je lahko izjemno hitro (do pet metrov na uro), podobno hitro vode tudi upadejo (ok. štiri metre na uro). Ob takšnih dogodkih vode sežejo tudi do turistične poti in jame morajo začasno zapreti za obiskovalce, kar praviloma traja le dan ali dva. Nazadnje se je to zgodilo 9. novembra 2014, leta 1975 pa je voda prekrila tudi Cerkvenikov most v Hankejevem kanalu. Še večja količina vode se je v jamah zajezila ob visoki vodi septembra 1965, ko je segala kar 29 m nad višino Cerkvenikovega mostu. Poplavna voda je zalila tudi dna obeh udornic in segala po kanjonu navzgor vse do Škofelj.
S poplavami v Škocjanskih jamah je povezan še en zanimiv kraški pojav: ko velike količine vode vdirajo v kraško podzemlje, iz njega iztiskajo zrak, zato se ta skozi pokline dviga proti površju in nekaj ur močno piha iz t.i. dihalnikov. To je še zlasti očitno pozimi, ko je zrak iz podzemlja toplejši in to je omogočilo prizadevnim jamarjem, da so v zadnjih letih našli več novih dostopov do podzemne Pivke (npr. v Kanjaducah pri Sežani in v Stršinkni dolini pri vasi Orlek). Že prej je bilo poznano, da se ob takšnih dogodkih voda v Kačni jami dvigne za več kot 90 m, v jami Labodnica (it:Abisso di Trebiciano) pa za več kot 100 m.

## Kakovost vode
Do leta 1990 je bila Reka eden najbolj onesnaženih vodotokov v vsej Sloveniji in je v mnogih letih kritične onesnaženosti postala skoraj biološko mrtva, hkrati je močno onesnaževala Škocjanske jame. Glavni onesnaževalec je bila industrija v Ilirski Bistrici, predvsem tovarna organskih kislin (TOK), ki je nastala leta 1955 in prenehala delovati 1990, ter tovarna vlaknenih plošč Lesonit, ki je začela delati leta 1944 in je močno obremenjevala Reko vse do opustitve tehnologije izdelave plošč po mokrem postopku (1986). Leta 2003 je začela obratovati tudi centralna čistilna naprava Ilirska Bistrica, tako da se je stanje Reke močno izboljšalo.
Po uradnih podatkih stalnega monitoringa voda je bila Reka v opazovalnem obdobju 2009–2013 v celotnem toku v dobrem kemijskem in ekološkem stanju. K razmeroma hitremu izboljšanju je veliko prispevalo tudi dejstvo, da je struga Reke večinoma ostala v naravnem stanju, umetno preoblikovanih je le nekaj krajših odsekov, npr. mimo Ilirske Bistrice.

## Ljudje in reka
V preteklosti je bila Reka izjemno pomemben vir vodne energije in je poganjala številne žage in mline, v katerih so mleli žito za bližnjo in daljno okolico, številni mlini ob spodnjem toku tudi za velik del Krasa. V času Valvasorja (druga polovica 17. st.) je na Reki delovalo 45 mlinov in 16 žag, med obema svetovnima vojnama pa 16 mlinov z žago, 14 mlinov in ena žaga. Štiri od teh žag so delovale že v 17. st.: 'Pri malnih' pod Dolnjim Zemonom, Ambrožičeva žaga pod Novo Sušico, Bistričanova pod Bujami in Jesiharjeva v Vremski dolini.
Nekateri mlini so stali tik ob strugi Reke, za nekatere druge so napravili krajše mlinščice, v spodnjem toku, kjer je voda izginjala v prepustno apnenčasto podlago, pa so morali pogosto mašiti novo nastale požiralnike, da so ohranjali površinski vodni tok. Mlini in žage so drug za drugim prenehali delovati predvsem po drugi svetovni vojni in večinoma počasi propadajo. V nekaterih mlinih in žagah je poleg zgradb ohranjen še večji ali manjši del strojne in druge opreme, štirje med njimi so zavarovani kot kulturna dediščina lokalnega pomena: mlin in žaga Lunj (Ribnica 20), mlin in žaga Stružnik (Ribnica 18), mlin in žaga Ambrožič (Nova Sušica 37) in Dujčev mlin (Škoflje 33). Številne mline in žage so poganjali tudi pritoki Reke, predvsem Bistrica, Podstenjšek in Padež.
Na mestu nekdanjega Žagarjevega mlina in žage (Buje 1), ki so jih opustili ok. 1960, zdaj deluje manjša hidroelektrarna.

## Varstvo narave
Reka je skupaj z obrežji in mokrotnimi travniki v dolinskem dnu na celotnem toku po Sloveniji vključena v Naturo 2000 in hkrati uvrščena tudi med naravne vrednote državnega pomena. Zgornji del doline z okoliškim gozdnatim hribovjem nad Zabičami je prav tako vključen v sistem Natura 2000 (Zabiče), kanjon Reke pod Škofljami je naravna vrednota državnega pomena in vključen v Regijski park Škocjanske jame.
Skoraj celotna struga je v bolj ali manj naravnem stanju, z lepo obraščenimi brežinami, mokrotnimi travniki, opuščenimi rokavi in mlinščicami, ki so pomemben življenjski prostor za ptice in druga živa bitja, mdr. za kosca (Crex crex), ki gnezdi na obrečnih travnikih in je uvrščen na Rdeči seznam ogroženih živalskih vrst.
V nekdaj močno onesnaženi, skoraj mrtvi reki si je živalski svet po letu 1990 precej opomogel in danes živijo v reki poleg najrazličnejših nevretenčarjev številne vrste rib, dvoživk in od plazilcev mdr. belouška (Natrix natrix). V reki živijo mdr. globoček (Gobio gobio), potočna postrv (Salmo trutta), soška postrv (Salmo marmoratus), navadna mrena (Barbus barbus), klen (Leuciscus cephalus cephalus), krap (Cyprinus carpio), ščuka (Esox lucius) in smuč (Sander lucioperca) ter iz Severne Amerike prinešena šarenka (Oncorhynchus mykiss). Z ribjim življem upravlja ribiška družina Bistrica.